# Albrecht Wilhelm Roth
Albrecht Wilhelm Roth (Dötlingen, 6 gennaio 1757 – Vegesack, 16 ottobre 1834) è stato un botanico e medico tedesco.

## Biografia
Studiò medicina presso le università di Halle e di Erlangen, dove conseguì il dottorato nel 1778. Dopo la laurea, fece il medico a Dötlingen, e poco dopo si trasferì a Vegesack.
Roth è ricordato per le sue influenti pubblicazioni scientifiche, in particolare nel campo della botanica. Le sue ricerche e scritti botanici giunsero all'attenzione di Johann Wolfgang von Goethe (1749-1832), che raccomandò a Roth una posizione nell'istituto botanico dell'Università di Jena.
Due dei suoi scritti migliori furono Tentamen florae germanica (un trattato sulla flora tedesca) e Novae plantarum species praesertim Indiae orientalis (un libro di flora indiana). Quest'ultimo lavoro si basa principalmente su esemplari botanici raccolti dal missionario della Moravia Benjamin Heyne (1770-1819).
Il genere botanico Rothia della famiglia delle Fabaceae prende il nome da lui.

## Opere principali
- Anweisung für Anfänger Pflanzen zum Nutzen und Vergnügen zu sammlen und nach dem Linneischen System zu bestimmen, 1778.[4]
- Beyträge zur Botanik, 1782–1783
- Tentamen florae germanicae, 1788–1800
- Catalecta botanica  (con Franz Carl Mertens), 1797–1806
- Anweisung Pflanzen zum Nutzen und Vergnügen zu sammlen und nach dem Linneischen Systeme zu bestimmen, 1803.[5]
- Novae plantarum species praesertim Indiae orientalis, 1821.[6]
- Enumeratio plantarum phaenogamarum in Germania sponte nascentium, 1827
- Manuale botanicum, 1830